# 楊洪基
楊洪基（よう こうき、ヤン・ホンジー、1941年2月8日—）は、中華人民共和国の軍隊歌手。政府から中国国家一級演員に認定されている。国務院からの特別政府手当てを受けている。中国音楽家協会の会員、中国戯劇家協会の会員である。

## 略歴
1941年2月8日、奉天省大連市（現遼寧省）に生まれた。
1959年4月、大連歌舞団歌劇院に入団。
1962年12月に名門である中国人民解放軍総政治部歌舞団に入団した。声楽の面で、楊洪基は李夢熊に教わり、その後、楊化堂と沈湘の指導も受けた。
1972年、劉文玫と結婚。翌年11月14日、息子の楊甌江誕生。
1979年6月、楊洪基は中国共産党に加入する。同年、楊洪基は日本の有名な指揮者・小沢征爾、中央楽団と協力してルートヴィヒ・ヴァン・ベートーヴェンの交響曲第9番出演する。
2010年、毛沢東誕辰117周年文芸晚会に出演。
2011年6月13日、中国共産党成立90周年民族經典歌劇『党的女児』に出演。
2015年4月2日、民族英雄岳飛誕辰912周年音楽『精忠報国我一生の目標』に出演。

## 代表曲
- 『三国演義』の主題曲[4]
- 回故郷の小路
- 我の中華
- 老司機
- 我愛祖国の藍天
- 当秋天来到の時候
- 天山南 天山北
- 祖国 慈祥の母親
- 讚美你 駱駝

## ディスコグラフィ
- 震撼
- 東方雄獅
- 美麗の大海

## 主な賞歴
2003年、第四回中国金唱片賞男演員賞
1998年、『屈原』—中宣部第七回精神文明建設「五个一工程」賞
1992年、『党的女児』—国家「文華表演賞」
1992年、『党的女児』—第六回全軍文芸匯演一等賞
1986年、『二代風流』—第四回全国戯劇「梅花賞」